# Écromagny
Écromagny é uma comuna francesa na região administrativa de Borgonha-Franco-Condado, no departamento de Alto Sona. Estende-se por uma área de 6,8 km². Em 2010 a comuna tinha 162 habitantes (densidade: 23,8 hab./km²).